# 金源藏族乡
金源藏族乡是中华人民共和国青海省海东市化隆回族自治县下辖的一个民族乡。

## 行政区划
金源藏族乡下辖以下村级行政区划单位：
安关雄哇村、科上村、科下村、恰加村、旦么村、土哇仓村、支哈加村、雄哇村、下什当村、多西村、日古村、阿吾卜具村、尖科村和桑加吾具村。

## 全国重点文物保护单位
- 旦斗寺